# Johann von Dassel

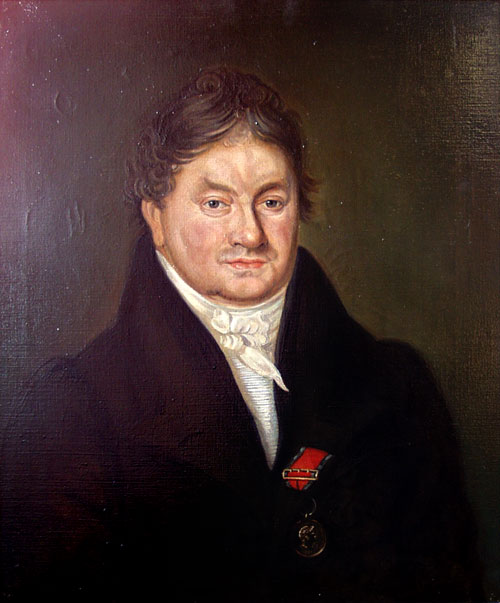
Johann von Dassel, Porträt um 1840 (Kopie von 1930)

Johann von Dassel (* 8. Juli 1781 in Lüneburg; † 24. Januar 1859)  war ein deutscher Politiker sowie Justizbürgermeister in Lüneburg.

## Herkunft
Er entstammte dem Geschlecht von Dassel und war ein Sohn des Kämmerers von Lüneburg Georg David von Dassel (* 29. April 1748; † 25. November 1798)  und dessen Ehefrau Dorothea von Töbing (* 30. April 1762; † 7. April 1813). Sein Bruder August (1784–1868) wurde preußischer Generalmajor.

## Leben
Johann war zunächst Schüler der Klosterschule Ilfeld, anschließend am Johanneum Lüneburg. Dann studierte er Jura an der Universität Göttingen. Das Examen machte er 1804 am Oberappellationsgericht Celle und wurde danach in rechtlichen Dingen für den Lüneburger Magistrat tätig. 1806 ernannte man ihn zum Senator auf Lebenszeit. 1810 gehörte er dem Präfekturrat im Departement der Nieder-Elbe an und war auch danach für die französischen Besatzer tätig. Diese warfen ihm aber 1813 feindliche Haltung vor und wollten ihn verhaften, so dass er in das Hauptquartier des Ludwig von Wallmoden-Gimborn bei Dömitz floh, in dessen Nähe es bald zur Schlacht an der Göhrde kam. Als Hauptmann des Landwehr-Bataillons Nienburg, das zum Infanterie-Regiment Hoya der neuen Armee im Königreich Hannover gehörte, wurde er 1815 zur Schlacht bei Waterloo einberufen.
Obwohl die Einheit nicht eingriff, bekam er als Teilnehmer eine Auszeichnung. In Nienburg traf er Luise von Lösecke, die er 1816 heiratete. Danach wurde er wieder in Lüneburg juristisch tätig. In seinem Haus nahm er vorübergehend den späteren Schriftsteller Günther Nicol bei sich auf. 1847 wurde er Gerichtspräsident und bis 1852 auch Justizbürgermeister. Dann wurde er mit dem Guelphen-Orden Klasse IV ausgezeichnet. Seit 1803 war er Mitglied der Freimaurerloge Zum schwarzen Bär in Hannover. Er hatte ca. 10 Kinder, die aus Lüneburg wegzogen. Wie seine 1881 verstorbene Gattin wurde er in Lüneburg begraben, wo man 1954 eine Straße nach ihm benannte (Von-Dassel-Str.). 1981 wurde durch Ratsbeschluss ein Teilstück einer Straße nach einer ehemals dort befindlichen Wiese des Justizbürgermeisters Johann von Dassel umbenannt (Dasselkamp).

## Familie
Er heiratete am 12. März 1816 Luise von Lösecke (* 20. November 1795; † 1. Mai 1881). Das Paar hatte mehrere Kinder:
- Alexander Anton Hardwig Staats Georg August Friedrich (* 12. Februar 1817) ⚭ 1853 Bertha von Dassel (* 9. Januar 1817; † 13. März 1883)
- Hermann Johann Leonhard Wilhelm August (* 8. Mai 1818) ⚭ 1855 Freiin Bertha von Minningerode (* 25. Dezember 1825)[5]
- Louise Charlotte Katharina Henriette Amalie (* 4. Juli 1819; † 2. Juni 1854) ⚭ 1847 Adolf von Lösecke (* 16. September 1805; † 19. Januar 1875), Oberst a. D.[6]